# Ciklin-zavisna kinaza
Ciklin-zavisna kinaza (EC 2.7.11.22, Bur1, Bur1 Cdk, Cak1, Cak1p, cdc2, cdc2 kinaza, Cdc28p, CDK, cdk-aktivirajuća kinaza, Cdk-aktivirajuća proteinska kinaza, cdk1, cdk2, Cdk2, cdk3, cdk4, cdk5, cdk6, cdk7, cdk8, cdk9, ciklin A-aktivirajući cdc2, ciklin A-aktivirajući cdk2, ciklin D-cdk6 kinaza, ciklin D-zavisni kinaza, ciklin E kinaza, ciklin-A vezana kinaza, ciklin-zavisna kinaza 6, ciklin-zavisna kinaza-2, ciklin-zavisna kinaza-4, ciklin-zavisna protein kinaza aktivirajuća kinaza, cyk, D-tip ciklinska kinaza, nclk, neuronal cdc2-slična kinaza, PCTAIRE-1, STK25) je enzim sa sistematskim imenom ATP:ciklin fosfotransferaza. Ovaj enzim katalizuje sledeću hemijsku reakciju
ATP + protein {\displaystyle \rightleftharpoons } ADP + fosfoprotein
Za aktivaciju ciklin-zavisne kinaze neophodno je vezivanje enzima sa regulatornom podjedinicom, ciklinom.

## Literatura
- Nicholas C. Price; Lewis Stevens (1999). Fundamentals of Enzymology: The Cell and Molecular Biology of Catalytic Proteins (Third изд.). USA: Oxford University Press. ISBN 019850229X.
- Eric J. Toone (2006). Advances in Enzymology and Related Areas of Molecular Biology, Protein Evolution (Volume 75 изд.). Wiley-Interscience. ISBN 0471205036.
- Branden C; Tooze J. Introduction to Protein Structure. New York, NY: Garland Publishing. ISBN 0-8153-2305-0.
- Irwin H. Segel. Enzyme Kinetics: Behavior and Analysis of Rapid Equilibrium and Steady-State Enzyme Systems (Book 44 изд.). Wiley Classics Library. ISBN 0471303097.
- William P. Jencks (1987). Catalysis in Chemistry and Enzymology. Dover Publications. ISBN 0486654605.

## Spoljašnje veze
- Cyclin-dependent+kinase на 